# Anne Lambelin
Anne Lambelin (Terhulpen, 19 december 1987) is een Belgisch politica voor de PS.

## Levensloop
Lambelin groeide op in een politiek en maatschappelijk geëngageerde familie. Na haar middelbare studies aan de internationale school Verseau in Bierges en het Atheneum van Waterloo ging ze een jaar plastische kunsten studeren in de Schotse stad Glasgow. Nadien ging ze studeren aan de ULB, waar ze in 2012 afstudeerde als master in de politieke wetenschappen. Ook ging ze op Erasmus aan de Universidad Carlos III in de Spaanse hoofdstad Madrid, waar ze een vergelijkende studie voerde naar de anti-drugsmaatregelen die werden genomen door overheden. Na haar studies was Lambelin van 2012 tot 2014 parlementair medewerker van André Flahaut, de toenmalige voorzitter van de Kamer van volksvertegenwoordigers.
In het spoor van haar familieleden werd ze politiek actief voor de PS. Ze stelde zich voor de partij kandidaat bij de lokale verkiezingen van 2006 in Terhulpen, de Waalse verkiezingen van 2009, maar werd beide keren niet verkozen. Bij de federale verkiezingen van 2010 stond ze als tweede opvolger op de lijst in Waals-Brabant.
In oktober 2012 werd Lambelin verkozen tot gemeenteraadslid van Terhulpen. Twee maanden later trad ze toe tot het schepencollege als voorzitter van het OCMW en schepen van Werkgelegenheid en Personen met een Handicap. Ze oefende deze functies uit tot in februari 2017, zij het vanaf juni 2014 verhinderd. In februari 2017 nam ze ontslag uit de gemeenteraad om naar Rixensart te verhuizen. Lambelin is er sinds december 2018 gemeenteraadslid.
Bij de Waalse verkiezingen van mei 2014 werd Lambelin vanop de tweede plaats van de PS-lijst verkozen in het arrondissement Nijvel. Ze werd daarmee een van de jongste leden van het Waals Parlement en het Parlement van de Franse Gemeenschap van dat ogenblik en tevens als deelstaatsenator afgevaardigd naar de Senaat. Ze oefende deze parlementaire functies uit tot in mei 2019.
In het Waals Parlement was ze van 2014 tot 2017 en van 2018 tot 2019 voorzitter van het adviescomité en vanaf 2015 de commissie voor de Gelijke Kansen tussen Mannen en Vrouwen en zetelde ze van 2014 tot 2017 in de commissies Economie en Innovatie en Begroting en Openbaar Ambt, van 2015 tot 2019 in het adviescomité voor Europese Aangelegenheden, dat zich mee boog over de totstandkoming en ratificatie van internationale vrijhandelsverdragen, en van 2017 tot 2019 in de commissie Algemene Zaken en Internationale Betrekkingen. Als Waals Parlementslid legde Lambelin zich toe op uiteenlopende thema's, zoals het Gewestelijk Expresnet, jeugdhulp, fusies van gemeenten en OCMW's, het doneren van niet-verkochte voedingswaren aan sociale bijstandsorganisaties, de opvang van daklozen, de strijd tegen seksuele intimidatie en partnergeweld, het tegengaan van geluidsoverlast en lichtvervuiling en de economische toekomst van verschillende Waals-Brabantse bedrijven. 
In het Parlement van de Franse Gemeenschap maakte ze van 2014 tot 2019 deel uit van de commissie Jeugdhulp, Justitiehuizen en de Promotie van Brussel, die vanaf 2016 ook bevoegd was voor Sport en vanaf begin 2019 ook Jeugd onder haar takenpakket had. Ook zetelde ze er van 2015 tot 2018 in de commissie Cultuur en Kind en was ze er in 2014 lid en van januari tot mei 2019 voorzitter van de commissie Internationale Betrekkingen en Algemene Zaken, die eerst belast was met Europese Aangelegenheden, Zorgpersoneel en Universitaire Ziekenhuizen en daarna vanaf januari 2019 met Gelijkheid. In de Senaat diende ze dan weer een rapport in over eenoudergezinnen. 
Bij de federale verkiezingen van mei 2019 stond Lambelin als eerste opvolger op de Waals-Brabantse lijst, maar ze belandde niet in de Kamer. In oktober 2019 werd ze onder voorzitter Paul Magnette nationaal vicevoorzitter van de partij. Ook was ze van juli tot oktober 2020 medewerker op het kabinet van Waals minister-president Elio Di Rupo en Frédéric Daerden, de viceminister-president en minister van Begroting en Ambtenarenzaken in de Franse Gemeenschapsregering. Vervolgens was ze van oktober 2020 tot juni 2024 politiek adviseur op het Institut Emile Vandervelde, de studiedienst van PS, waar ze belast was met Europese en internationale vraagstukken. Daarnaast werd Lambelin van 2020 tot 2021 vicevoorzitter van Famiwal, de Waalse openbare kas voor kinderbijslag, en van 2021 tot 2024 bestuurslid van het Interfederaal Gelijkekansencentrum Unia. 
Lambelin werd bij de Waalse verkiezingen van juni 2024 lijsttrekker voor haar partij en kwam zo opnieuw in het Waals Parlement en het Parlement van de Franse Gemeenschap terecht. Ook werd ze nogmaals afgevaardigd naar de Senaat, waar ze fractievoorzitter werd voor haar partij. 